# Trialeurodes paucipapilla
Trialeurodes paucipapilla là một loài côn trùng cánh nửa trong họ Aleyrodidae, phân họ Aleyrodinae.
Trialeurodes paucipapilla được Martin miêu tả khoa học đầu tiên năm 2005.